# Seleção de Futebol da Hungria do Sul
A Seleção de Futebol da Hungria do Sul, é a equipe que representa a minoria húngara na Voivodina (Délvidék), uma região autónoma na Sérvia, em competições de futebol. A seleção não é afiliada à FIFA ou a UEFA, e, por isso, não pode disputar a Copa do Mundo ou a Eurocopa. A equipe, entretanto, é filiada à CONIFA.

## Desempenho em competições

### Hungary Heritage Cup
| Ano   | Posição | PJ | V | E | D | GM | GS |
| ----- | ------- | -- | - | - | - | -- | -- |
| 2016  | 2º      | 2  | 1 | 0 | 1 | 4  | 3  |
| Total | 1/1     | 2  | 1 | 0 | 1 | 4  | 3  |